# غرايم بيل (ملحن)
غرايم بيل (بالإنجليزية: Graeme Bell)‏ هو عازف جاز وملحن وعازف بيانو أسترالي، ولد في 7 سبتمبر 1914 في ريتشموند ‏ في أستراليا، وتوفي في 13 يونيو 2012 في سيدني في أستراليا بسبب سكتة.

## وصلات خارجية
- غرايم بيل على موقع ميوزك برينز (الإنجليزية)
- غرايم بيل على موقع أول ميوزيك (الإنجليزية)
- غرايم بيل على موقع ديسكوغز (الإنجليزية)